# Scioglyptis canescaria
Scioglyptis canescaria là một loài bướm đêm trong họ Geometridae.